# 김약련
김약련(金若鍊, 1730년 ~ 1802년)은 조선 정조 때의 문신이다. 본관은 예안, 자는 유성(幼成), 호는 두암(斗庵), 인수(忍叟)이다.
1774년(영조 50년)에 생원이 되고 그해 문과 과거험에 급제하였으나, 1776년(정조 즉위년)에 사도세자의 죽음과 관련된 일련의 상소에 연루되어 삭주로 유배되고 관직 진출이 제한되었다. 1793년(정조 17년)에 벼슬실이 다시 열려 성균관 전적, 병조 좌랑, 병조 참의, 승정원 좌부승지 등을 역임하였다.
효부전 5편, 열녀전 7편, 동물전 3편 등 국문학사에 연구 가치가 있는 글을 남겼다. 특히 동물전은 순수한 문예창작물이다. 이밖에 10권 5책으로 된 문집 《두암집》(斗庵集)이 있다.

## 가족 관계
- 고조부 : 김종부(金宗溥)
- 고조모 : 광산(光山) 김씨(金氏) - 김석중(金錫重)의 딸
  - 증조부 : 생원 김동주(金東柱), 양자
  - 증조모 : 경주(慶州) 이씨(李氏) - 도사 이영갑(李英甲)의 딸
    - 조부 : 김원렬(金元烈)
    - 조모 : 전주(全州) 류씨(柳氏) - 진사 류창시(柳昌時)의 딸
      - 부 : 생원 김지(金墀, 1697년 ~ 1750년)
      - 모 : 반남(潘南) 박씨(朴氏) - 생원 박태래(朴泰來)의 딸
        - 형 : 김호련(金虎練, 1718년 ~ 1799년), 첨지중추부사
        - 형수 : 진성(眞城) 이씨(李氏) - 통덕랑 이임겸(李仁兼)의 딸
        - 본인 : 김약련
        - 아내 : 순천(順天) 김씨(金氏) - 김만채(金萬采)의 딸
          - 첫째아들 : 김영충(金永忠, 1760년 ~ 1795년), 통덕랑
          - 첫째며느리 : 진주(晉州) 강씨(姜) - 강도(姜櫂, 1743년 ~ 1801년)의 딸
            - 손자 : 김락재(金樂在) - 양자 (셋째아들 김영덕의 장자)

          - 둘째아들 : 김영서(金永恕) - 양자로 감
          - 둘째며느리 : 함창(咸昌)권씨(權氏) - 통덕랑 권박(權樸)의 딸
          - 셋째아들 : 김영덕(金永悳, 1766년 ~ 1798년), 통덕랑
          - 셋째며느리 : 옥산(玉山) 장씨(張氏) - 장태영(張泰永)의 딸
          - 첫째딸 : 사위 이재순(李載淳)
          - 둘째딸 : 사위 황수한(黃秀漢)

        - 누이 : 매제 이인태(李寅泰), 생원

      - 숙부 : 지평 김위(金㙔, 1709년 ~ 1789년), 호 갈수헌(渴睡軒)